# Sekundærrute 431
Sekundærrute 431 er en 29 km lang vej, der løber fra Oksby i vest mod Varde i øst. Her løber den sammen med Sekundærrute 181 og danner en ring om Varde, hvorefter den slutter i rundkørslen sydvest for Varde. Mellem Hyllerslev og Oksbøl er den parallel med Varde-Nørre Nebel Jernbane.
| Trafik | Spire Denne trafikartikel er en spire som bør udbygges. Du er velkommen til at hjælpe Wikipedia ved at udvide den. |